# Åbylund säteri
Ej att förväxla med Åbylunds säteri i Romfartuna socken

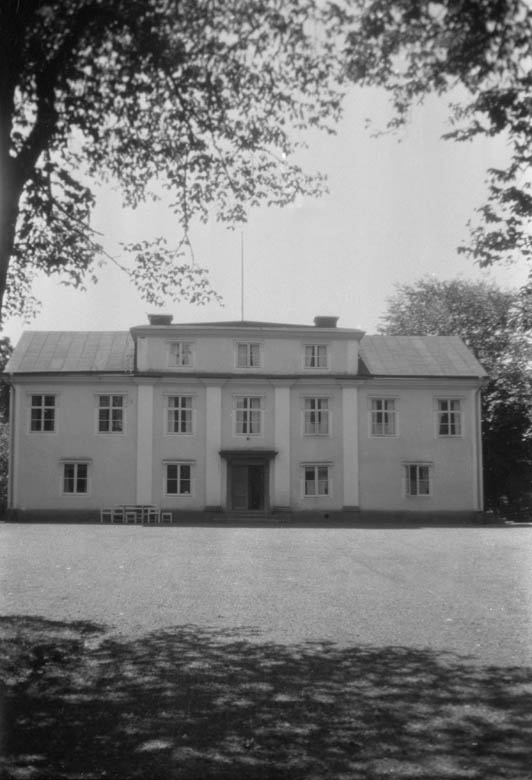
Åbylund säteri.

Åbylund säteri är ett frälsesäteri i Strå socken i Vadstena kommun i Östergötlands län.
Säteriets huvudbyggnad är uppförd i två våningar av sten och trä. Vid byggnaden finns två stycken flygelbyggnader som omges av en stor trädgård och en engelsk park. 
Gårdens omnämns första gången 1329 då Anund Sture skänker den till Alvastra kloster nästa notering är från 1371 då Ingeborg Nilsdotter omtalas som ägare till Åbylund. Omkring 1550 ingår det i ett arv till kungafamiljen, därefter fanns det några ägare innan det på grund av reduktion på 1600-talet indrogs till kronan. Torpen Bråttom och Ekebacken låg under Åbylund säteri 

## Ägarlängd
Under åren 1616–1645 ägdes gården av Johan Hård och vid hans frånfälle ärvdes egendomen av sonen ryttmästaren Lars Hård till Hattsjöhult i Småland, som i början av 1660-talet sålde egendomen till landshövdingen i Jönköpings län Johan Björnsson Printz som erhöll säterifrihet för gården. Vid hans död 1663 ärvdes gården av dottern Elsa
(1651-1720) och hennes man hauptmannen Jakob du Rées. Gården ävdes 1720 av Elsa Printz dotter Eva Elisabet du Rées och dotterdotter Elsa Brita Gyllenadler. Dotterns arvslott tillföll kaptenen Hans von Schwerin af Grellenberg eftersom hon avlidit 1717; dotterdottern Elsa Brita Gyllenadler kom att driva säteriet tillsammans med sin man brukspatron Per Svedenstierna.
Regementskvartermästaren Gabriel Johan Stuart med makan Margareta Ysing tog över egendomen 1730 och avyttrade den 1740 till kaptenen Ernst Christoffer Wendel. Omkring 1750 köpte kaptenlöjtnant Johan Gustaf Gyllenhammar egendomen men sålde den vidare 1756 till överstelöjtnanten Axel Christoffer von Kothen. Vid hans död 1757 övertog änkan Ulrika Fredrika Bildstein och hennes son ryttmästaren Evert Gustaf von Kothen. Det var han som lät uppföra den nuvarande manbyggnaden, när han avled 1820 ärvde dottern Ulrika Charlotta von Kothen och hennes man major Fredrik Reinhold Rehbinder Åbylund. När hon avled 1828 drev hennes man gården vidare tillsammans med sin son överstelöjtnanten Helge Edvard Reinhold Rehbinder fram till 1843. Sonen sålde gården vidare till riksdagsmanen Ola Olsson 1879.

## Fornminnen
På egendomen finns tre vägmärken varav två räknas som fornminnen  medan det tredje räknas som en kulturhistorisk lämning. På Historiska museet i Stockholm finns benrester hittade i en järnåldersgrav på Åbylunds ägor.